# 索布雷纳
索布雷纳（法語：Sault-Brénaz），是法国东部安省的一个市镇。面积 5.61平方公里，人口973，人口密度173.44人／平方公里（1999年）。

## 人口
索布雷纳人口变化图示
| 数据来源：INSEE |